# Monticelli d’Ongina
Monticelli d’Ongina – miejscowość i gmina we Włoszech, w regionie Emilia-Romania, w prowincji Piacenza.
Według danych na rok 2004 gminę zamieszkiwały 5243 osoby, 114 os./km².